# اسپایدر-هام: گرفتار در ژامبون
اسپایدر هام: گرفتار در ژامبون یا خوک عنکبوتی: گرفتار در ژامبون (انگلیسی: Spider-Ham: Caught in a Ham) یک فیلم کوتاه ابرقهرمانی آمریکایی محصول ۲۰۱۹ با حضور شخصیت مارول اسپایدر هام است که توسط سونی پیکچرز و به کارگردانی و نویسندگی میگل جیرون تولید شده‌است. این یک پیش‌درآمد برای فیلم مرد عنکبوتی: به درون دنیای عنکبوتی است و به عنوان یک ویژگی ویژه در اکران دیجیتالی آن فیلم در ۲۶ فوریه ۲۰۱۹ و به عنوان بخشی از انتشار بلوری و دی وی دی فیلم در ماه مارس منتشر شد. جان مولانی چند لحظه قبل از اینکه وارد پورتالی به نام دنیای عنکبوتی شود، نقش خود را در نقش اسپایدر هام از فیلم تکرار می‌کند.
در ۲۰ سپتامبر ۲۰۱۹، گرفتار در ژامبون رسماً توسط مارول HQ تحت مجوز سونی پیکچرز در یوتیوب منتشر شد.

## داستان
اسپایدر هام پس از ربوده شدن توسط دکتر کرادادی، موفق می‌شود شرور را شکست داده و فرار کند. در حین دور شدن، اسپایدر هام توسط یک پورتال بلعیده می‌شود که او را مستقیماً به یک بعد جایگزین می‌برد.

## بازیگران
- جان مولانی در نقش اسپایدر هام
- آرون لاپلانت در نقش دکتر کرادادی

## تولید
پس از اکران موفقیت‌آمیز فیلم مرد عنکبوتی: به درون دنیای عنکبوتی در ماه دسامبر، تهیه‌کنندگان فیل لرد و کریستوفر میلر اظهار داشتند که قصد دارند دو انیمیشن دیگر با مضمون مرد عنکبوتی تولید کنند تا با بلوری و فیلم اصلی همراه شوند. این زوج همچنین علاقه خود را به ساخت یک فیلم کوتاه اسپایدر هام ابراز کردند و فیل اظهار داشت که می‌خواهد «جهان تلویزیونی سینمایی اسپایدر هام را جدا کند. یک چیز در یک زمان.» در اواخر همان ماه، امی پاسکال و آوی آراد تهیه‌کننده‌ها نیز به علاقه خود به ساخت فیلمی بر اساس این شخصیت اشاره کردند. پس از صحبت در مورد اسپین آف احتمالی و بازی جان مولانی برای یک فیلم اسپایدر هام، این پروژه توسط سونی پیکچرز در ۱۸ فوریه ۲۰۱۹ تأیید شد.

## بازخورد
این فیلم کوتاه به شدت مورد تحسین منتقدان قرار گرفت. مایک فالین، که برای ScienceFiction.com می‌نویسد، اظهار داشت که این فیلم کوتاه «بسیار خوب» است و بیان می‌کند که «نسخه سونی از اسپایدر هام کمی تلاقی بین نسخه باگز بانی چاک جونز و دافی داک به کارگردانی باب کلامپت بود.» اشلی رابینسون که برای Major Spoilers می‌نویسد، تصاویر ارائه شده در فیلم کوتاه و همچنین صداپیشگی جان مولانی در فیلم را تحسین کرد.